# Acide décanoïque
L'acide décanoïque, aussi appelé acide caprique, est un acide gras saturé à dix atomes de carbone, de formule semi-développée CH3–(CH2)8–COOH. On le trouve dans l'huile de coco et l'huile de palmiste, ainsi que dans le lait de divers mammifères — dont les chèvres, d'où son nom — et, dans une moindre mesure, dans la graisse d'autres animaux. On l'utilise au laboratoire en synthèse organique et dans l'industrie pour produire des parfums, des lubrifiants, des graisses, des élastomères, des colorants, des plastiques, des additifs alimentaires et des produits pharmaceutiques.
Cet acide carboxylique se comporte comme un tensioactif car sa chaîne hydrocarbonée est hydrophobe tandis que le carboxyle est hydrophile du fait de sa polarité. C'est ce qui le rend intéressant notamment dans l'industrie du savon.
Il a été découvert par le chimiste français Michel-Eugène Chevreul en 1823.